# Красные каски
Красные каски (Красная каска, Богайская шайка) — партизанский отряд большевистской ориентации, действовавший во время Гражданской войны в Таврической губернии. Командовал отрядом большевик, рабочий каменоломен И. Н. Петриченко. Отряд базировался в Мамайских каменоломнях в северных окрестностях Евпатории (ныне село Каменоломня). Период действия отряда осень 1918 года — январь 1919 года. После ухода немецких оккупантов и прихода к власти Второго Крымского краевого правительства отряд был разгромлен силами офицерских дружин ВСЮР. Захваченные в плен партизаны 8(21) января 1919 года были расстреляны.

## История

### Организация и деятельность отряда
После падения в апреле 1918 года Советской Социалистической Республики Тавриды и немецкой оккупации Крыма, власть принадлежала прогерманскому Первому Крымскому краевому правительству. Партизанский отряд «Красные каски» был создан осенью 1918 года. В его состав вошли рабочие каменоломен и предприятий Евпатории, бывшие красногвардейцы, батраки. Командиром отряда стал рабочий каменоломен большевик Иван Никифорович Петриченко, уроженец Евпаторийского уезда.
В декабре 1918 года после революции в Германии немецкие войска ушли из Крыма. К власти пришло Второе Крымское краевое правительство при поддержке английских, французских и греческих интервентов. Военную силу представляли деникинцы (части ВСЮР). Обеспокоенные вылазками партизан, они неоднократно пытались разгромить отряд.
Вначале отряд состоял из 12 бойцов. Вооружение: винтовка, три обреза, дробовик, три нагана и несколько штыков. После налёта на немецких колонистов и разоружение их отряда самообороны партизаны захватили тридцать винтовок и патроны. Далее был налёт на кордон деникинцев в деревне Поповка. Офицеры были перебиты, вооружение пополнилось десятью русскими и одной японской винтовкой с патронами. Численность партизанского отряда росла.
В отряде насчитывалось до 250 бойцов. Они имели лошадей, повозки, были вооружены винтовками и пулемётами. База партизан была в каменоломнях в 8 км к северо-востоку от города. Партийная ячейка партизан держала связь с городским комитетом ВКП(б), который возглавлял Д. И. Ульянов и областным подпольным комитетам ВКП(б). Отряд терроризировал владельцев поместий, нападал на заставы и появлявшихся близ каменоломен интервентов, устраивал засады на дорогах/ Красные каски были связаны с мелкими отрядами, действовавшими в окрестностях Сак, Ак-Мечети, Агая, во главе которых стояли подпольщики Казанцев, Довгаль, Лушинов, с городским летучим отрядом, который возглавляли Дзюненко и Малецкий.
Белогвардейская контрразведка Евпатории 2(15) января 1919 года доносила представителю союзного командования в штабе Деникина барону Нолькену о действиях партизанского отряда: «…в последние дни собралось ещё около 200 человек преступного элемента, и сегодня утром они открыто выступили, предполагая занять город и захватить учреждения, главным образом государственный банк и казначейство. Выступлением этим руководит местный большевистский комитет. На захваченные деньги большевики предполагают усилить «пропаганду для подготовки к общему выступлению».
Начальник евпаторийской контрразведки полковник Демин докладывал: «По полученным сведениям богаевские партизаны заняли экономию Шишмана, что в четырех верстах севернее Евпатории, постепенно, от одного прикрытия к другому, продвигаются к городу. Навстречу отправился отряд добровольцев. В городе паника. Крайне необходимы решительные действия, иначе город окажется во власти партизан, которые несомненно в первую очередь прервут связь Евпатории с Симферополем».

### Попытка захвата Евпатории и разгром отряда
3(16) января партизаны повели наступление на Евпаторию и, разбив отряд белогвардейцев, заняли деревню Богай (ныне Суворовское (Крым), но были остановлены и отброшены.
В эмигрантской историографии разгром отряда упомянут в двух работах В. В. Альмендингера «Орловщина» и «Симферопольский офицерский полк». Летом 1918 года уроженец Симферополя капитан Н. И. Орлов, фронтовик Первой мировой и участник боёв против установления Советской власти во время немецкой оккупации, был председателем Общества взаимопомощи офицеров в Симферополе. Немецкие власти не позволяли белым офицерам открыто вооружаться на территории Крыма. В ноябре 1918 года после их ухода Орлов формировал 1-й Симферопольский офицерский батальон, впоследствии Симферопольский офицерский полк. Он связался с представителем Добровольческой Армии в Крыму генералом бароном Н. А. де Боде. 5 (18) ноября 1918 года отряд Орлова был принят в состав Добровольческой армии как Симферопольский офицерский батальон. Было объявлено о начале записи добровольцев в 3-ю и 4-ю роту. Вооружение добывалось на складах. Обнаруженный на аэродроме старый броневик, получивший название «Орлик», стал основой авто-броневого взвода. Выкупленная у отступавших деморализованных немцев гаубичная батарея получила название Симферопольской офицерской батареи. Была сформирована пулемётная команда.
К началу 1919 года, ввиду приближения фронта большевиков, положение в Крыму обострилось: стал развиваться бандитизм и большевицкая агитация. Сильное проявление бандитизма имело место в Евпатории – в конце декабря 1918 года матрос Петриченко, засевший со своей бандой в Евпаторийских каменоломнях, наводил террор на окружающее население грабежами и убийствами. Местные власти были бессильны что-либо сделать, и потому Командующий армией отправил в Евпаторию для борьбы с бандитами отряд под общей командой шт. кап. Орлова в составе 1-й роты полка с 2-мя пулеметами, 2-мя орудиями и отделением подрывников. Отряд выступил из Симферополя 1-го января и этим днем началась боевая деятельность полка. В трехдневном тяжелом бою бандиты (183 человека) во главе с атаманом Петриченко были уничтожены и каменоломни разрушены «Отряд потерял убитыми 2-х офицеров, 1 добровольца и ранеными 2-х офицеров. Окончив операцию, отряд остался в Евпатории для несения гарнизонной службы.
Почти одновременно в районе Топловского монастыря около Карасубазара появилась новая банда и, для ее ликвидации, 6-го января была послана 4-я рота под командой шт. кап. Турчанинова. Успешно окончив в течение нескольких дней борьбу с бандитами, 4-я рота возвратилась в Симферополь и 15-го января была отправлена в Евпаторию на смену отряда шт. кап. Орлова, который с основными силами возвратился в Симферополь.
Князь В. А. Оболенский писал «из большевистских выступлений [зимы 1918-1919] можно отметить только два: неудавшуюся попытку всеобщей забастовки в Севастополе и тоже слабую и неудачную попытку произвести вооруженное восстание в Евпатории».
В советской послевоенной историографии разгром отряда приобрёл множество деталей, вероятно по воспоминаниям выживших участников записанных после войны. Упоминалось восстание в середине января 1919 года в самой Евпатории с участием отряда «Красные каски». В советском варианте изложения событий на подавление были брошены существенно большие силы: казачий полк, офицерский батальон, татарский эскадрон, карательный и сводный пехотный отряды, два отряда кавалерии, сотня Таманского полка общей численностью более двух тысяч человек броневик и артбатарея из 4-х орудий. Операцию поддерживали интервенты. Из Севастополя к берегам Евпатории для обстрела каменоломен были посланы греческий миноносец «Пантир», французский и два английских миноносца. Четыре дня продолжался обстрел каменоломен, однако все попытки штурма отражались партизанами. Тогда белогвардейцы пустили в каменоломни удушающие газы. Провокатор Стефан Данилович по кличке «Роза», проник в ряды партизан. Он выдал место расположения единственного колодца. 18 января 1919 года белогвардейцы захватили и взорвали колодец. Они контролировали все подступы к каменоломням.
Партизаны передавали осаждающим письмо: Письмо партизан отряда «Красные каски», январь 1919 г.
«Мы не бандиты и не грабители, как вы нас считаете, и мы не предатели, как вы за капитал воюете и защищаете всех капиталистов. А мы, большевики-коммунисты, защищаем всех трудящихся, порабощенных игом капитала. Мы всюду разбиваем иго капитала, а создаем власть Советов рабочих и крестьян. И помните, что сегодня вы в городе царите, а завтра будет в городе власть Советов рабочих и крестьян и на высоком месте будет реять красный флаг, призывающий весь пролетариат на защиту Октября и пролетарского дела».
55 раненых бойцов страдали от жажды. Был тяжело ранен командир отряда И. Петриченко. С ним были его жена Мария и сестра Софья. Боеспособных бойцов оставалось 222 человека. Они предприняли несколько безуспешных попыток вырваться из окружения. 8(21) января, израсходовав все боеприпасы, партизаны, разрубив лопатами колючую проволоку, заграждавшую вход в каменоломни, вырвались наружу и с пением «Интернационала» бросились в рукопашный бой с врагом. 117 партизан полегли, сражённые пулемётными очередями белогвардейцев, остальные были вынуждены возвратиться назад.
В надписи на первом памятнике были упомянуты 87 погибших.

## Память
После установления Советской власти в Крыму на месте гибели партизан в селе Каменоломня в 1935 году был установлен памятник в виде пирамиды открытый при многолюдном митинге. В 1952 году он был реконструирован и в настоящее время имеет форму четырёхгранной стеллы с барельефами. Ныне это ОКН регионального значения  Объект культурного наследия народов РФ регионального значения. Рег. № 911710872370005 (ЕГРОКН). 
- Братская могила бойцов отряда Красные каски в Каменоломне
- Барельеф
- Мемориальная надпись

Именем И. Н. Петриченко в советское время была названа одна из улиц в старом городе Евпатории.

## В искусстве
Советский живописец-баталист Ю. В. Волков создал в 1960—1962 годах монументальное живописное полотно «Красные каски», на котором изображён бой отряда с белогвардейцами осенью 1918 года близ села Поповка (ныне Сакский район).
Крымский писатель А. И. Домбровский посвятил этим событиям детскую приключенческую повесть «Красная каска» вышедшую в 1974 году в издательстве Детская литература.